# Byron Stingily
Byron Stingily Jr. (Chicago, 9 settembre 1988) è un giocatore di football americano statunitense che gioca nel ruolo di offensive tackle per i Tennessee Titans della National Football League (NFL). Fu scelto nel corso del sesto giro (175º assoluto) del Draft NFL 2011 dai Titans. Al college ha giocato a football all'Università di Louisville.

## Biografia
È figlio del cantante Byron Stingily sr..

## Carriera professionistica

### Tennessee Titans
Stingily fu scelto dai Tennessee Titans nel corso del quinto giro del Draft 2011. Dopo non essere mai sceso in campo nella sua stagione da rookie, debuttò come professionista la stagione successiva nella gara della settimana 8 contro gli Indianapolis Colts. La prima partenza come titolare giunse nel penultimo turno contro i Green Bay Packers e la settimana successiva, Stingily partì nuovamente dall'inizio contro i Jacksonville Jaguars. La sua stagione si concluse con 5 presenze di cui 2 come titolare.

## Vittorie e premi
Nessuno

## Statistiche
| Partite totali      | 10 |
| Partite da titolare | 4  |

Statistiche aggiornate alla stagione 2013